# نعيمة وصفي
نعيمة وصفي (10 فبراير 1923 - 7 أغسطس 1983 )، ممثلة مصرية مولودة في مدينة ديروط في العاشر من فبراير 1923، وبدأت موهبتها المسرحية في المدرسة الابتدائية، وبدأت حياتها بكتابة القصص والشعر والزجل، ثم عملت بمجال التدريس واستقرت في القاهرة، وبدأت تتردد على المسارح وتتعرف على أهل الفن، فتعرفت على الممثلة نجمة إبراهيم التي شجعتها على التمثيل، فالتحقت نعيمة وصفى بمعهد التمثيل الذي أنشأه زكى طليمات بمنتصف الأربعينيات وحصلت على الدبلوم عام 1947.
وتم تعيينها بفرقة المسرح الحديث التي كونها طليمات لخريجى وخريجات المعهد ثم انتقلت للعمل بفرقة المسرح القومى قامت نعيمة وصفى بالتمثيل بالعديد من المسرحيات منها «شىء في صدرى» و«عديلة» و«الناس اللى تحت» و«أم رتيبة» و«زوربا المصرى».

## عن حياتها
حصلت في عام 1947 على شهادة الدبلوم من معهد التمثيل وبعدها عينت في فرقة المسرح الحديث، وبعدها انتقلت إلى فرقة المسرح القومي. وفي عام 1952 كانت بداية مشاركتها في الأفلام السينمائية، وكانت البداية في فيلم زمن العجايب. وقد حصلت على جائزة الدولة التشجيعية عن مجمل أعمالها المسرحية. وكانت قد كتبت عدة أعمال للتفزيون، وشاركت في إعداد ما يقارب الخمسين حلقة من برنامج رسالة التلفزيوني.

## من أعمالها

### في السينما
- 1983: دعوة للزواج
- زمن العجايب.
- طيش الشباب.
- قليل البخت.
- زينب.
- كأس العذاب.
- بين قلبين.
- رصيف نمرة 5.
- الفتوة.
- الطريق المسدود.
- بين السماء والأرض.
- حسن ونعيمة.
- بين إيديك.
- أنا وأمي.
- وا إسلاماه.
- من أحب.
- تفاحة آدم.
- أجازة غرام.
- جفت الأمطار.
- القضية 68.
- رحلة العمر.
- إبنتي والذئب.
- هكذا الأيام.
- المتوحشة.
- حبيبي دائما.
- ريا وسكينة.
- السمان والخريف.
- أيام ضائعة.
- ولا عزاء للسيدات.
- من غير أمل.
- جفت الدموع.
- ولد وبنت وشيطان.
- المتوحشة.

### في المسرح
- الخطيئة الأولى.
- عاذب وثلاث عوانس.
- شيء في صدري.
- جلفدان هانم.
- عديلة.
- الناس اللي فوق.
- أم رتيبة.
- زوربا المصري.

### في التلفزيون
- لحظة اختيار.
- مبروك جالك ولد.
- حكاية الدكتور مسعود.
- الحب في الخريف.
- عودة الروح.
- حكاية ميزو.

## روابط خارجية
- نعيمة وصفي على موقع الدهليز
- نعيمة وصفي على موقع قاعدة بيانات الأفلام العربية